# Jerzy Jabłkiewicz
Jerzy Jabłkiewicz (ur. 6 marca 1912 w Łodzi, zm. 24 listopada 2002, tamże) – inżynier mechanik i działacz społeczny, dyrektor „Majedu”, „Wifamy”, Zjednoczenia Maszyn Włókienniczych i COBR, dyrektor Departamentu w Ministerstwie Przemysłu Ciężkiego, poseł na Sejm PRL III kadencji (1961–1965) oraz prezes Łódzkiego Oddziału NOT (1953–1976).

## Życiorys
Przed II wojną światową pracował w Fabryce Budowy Maszyn Müller i Seidel w Łodzi – był kierownikiem Biura Konstrukcyjno-Technologicznego i Warsztatów Mechanicznych (1930–1939). Podczas II wojny światowej był pracownikiem technicznym oraz działał w ZWZ-AK (1939–1945). Po wojnie był kierownikiem, a następnie dyrektorem naczelnym (1945–1956) Łódzkiej Fabryki Maszyn Jedwabniczych „Majed”. W 1954 ukończył studia na Politechnice Łódzkiej. Następnie pracował jako dyrektor do spraw technicznych Widzewskiej Fabryki Maszyn „Wifama” w Łodzi (1956–1959). W 1959 pracował jako dyrektor do spraw technicznych w Zjednoczeniu Przemysłu Maszyn Włókienniczych, a w latach 1960–1961 był dyrektorem Departamentu Techniki Elektromaszynowej w Ministerstwie Przemysłu Ciężkiego. W latach 1961–1962 ponownie był dyrektorem ds. technicznych, a następnie dyrektorem naczelnym (1963–1967) w Zjednoczeniu Przemysłu Maszyn Włókienniczych w Łodzi. W latach 1967–1977 był dyrektorem Centralnego Ośrodek Badawczo-Rozwojowego Maszyn Włókienniczych. W latach 1977–1981 pracował jako doradca techniczny dyrektora Zjednoczenia Przemysłu Maszyn Włókienniczych.
Uczestniczył w rozbudowie potencjału produkcji maszyn włókienniczych w Polsce, przyczyniając się do rozwoju branży. Współpracował przy opracowywaniu metod przędzenia bezwrzecionowego włókien metodą wiru stacjonarnego (4 patenty) oraz metod produkcji krosien czółenkowych oraz przędzarek wrzecionowych.

### Pozostała działalność
Był Radnym Rady Narodowej miasta Łodzi (1954–1970), przewodniczącym Komisji Gospodarki Komunalnej i Komunikacji (1964–1970) i przewodniczącym Rady (1964–1970) oraz posłem na Sejm PRL III kadencji (1961–1965). Jako poseł należał do Komisji Budownictwa i Gospodarki Komunalnej oraz Komisji Przemysłu Ciężkiego, Chemicznego i Górnictwa. Był członkiem grupy inicjatywnej (1981) i Tymczasowej Rady Województwa Łódzkiego Patriotycznego Ruchu Odrodzenia Narodowego PRON (1982–1983), a także przewodniczącym (od 1985) Łódzkiej Rady oraz członkiem Tymczasowej Rady Krajowej (1982–1983) i Rady Krajowej PRON (1984). W latach 1953–1976 był prezesem Łódzkiego Oddziału Naczelnej Organizacji Technicznej (NOT) i w ramach pełnienia tej funkcji był m.in. inicjatorem budowy Domu Technika w Łodzi (1963–1967) oraz budowy pomnika Stanisława Staszica w Łodzi (1983–1984). Był Przewodniczącym Rady Muzeum Historii Włókiennictwa w Łodzi.

### Życie prywatne
Był żonaty. W 1958 mieszkał w Łodzi przy ul. Jarzębinowej 8, a w 1989 przy ul. Fabryczna 16A, m. 8 w Łodzi.
Został pochowany na cmentarzu komunalnym Doły w Łodzi (kwatera: XV, rząd: 47, grób: 1), wraz z Haliną Jabłkiewicz (1929–2016).

## Nagrody
- Nagroda Komisji Nauki i Techniki (1969),
- Nagroda Specjalna PAN i Ministra Nauki, Szkolnictwa Wyższego i Techniki (1973)[3],
- Nagroda Miasta Łodzi (1975) – jako zespół konstruktorów i technologów, twórców przędzarki bezwrzecionowej PF-1 metodą wiru stacjonarnego, w składzie: Wacław Ankudowicz, Tadeusz Filipczak, Jerzy Jabłkiewicz, Tadeusz Jędryka, Ryszard Jóźwicki, Henryk Kubica, Józef Łaski, Jan Pacholski – nagroda w dziedzinie nauk technicznych, a zwłaszcza włókiennictwa[9][10].
- Nagroda Państwowa I stopnia (1976, zespołowa)[3].

## Odznaczenia
- Krzyż Komandorski Orderu Odrodzenia Polski z Gwiazdą,
- Krzyż Komandorski Orderu Odrodzenia Polski,
- Krzyż Oficerski Orderu Odrodzenia Polski,
- Krzyż Kawalerski Orderu Odrodzenia Polski[3],
- Złoty Krzyż Zasługi (1954)[11][3]
- Medal 10-lecia Polski Ludowej,
- Medal 30-lecia Polski Ludowej,
- Medal 40-lecia Polski Ludowej,
- Złota Odznaka Honorowa Naczelnej Organizacji Technicznej (NOT),
- Medal im. Bolesława Rumińskiego Naczelnej Organizacji Technicznej (NOT),
- Złota Odznaka Honorowa Stowarzyszenia Inżynierów i Techników Mechaników Polskich (SIMP),
- Odznaka im Henryka Mierzejewskiego towarzyszenia Inżynierów i Techników Mechaników Polskich (SIMP),
- Złota Odznaka Ministra Przemysłu Maszynowego,
- Medal 25-lecia Rady Wzajemnej Pomocy Gospodarczej[3],
- Odznaka „Za zasługi dla miasta Łodzi” (2001)[12].